# Ель-Мардж (муніципалітет)
32°30′ пн. ш. 20°50′ сх. д. / 32.500° пн. ш. 20.833° сх. д.
Ель-Мардж (араб المرج‎) — муніципалітет в Лівії. Адміністративний центр — місто Ель-Мардж. Площа — 13 515 км². Населення — 185 848 осіб (2006).

## Географічне розташувння
На півночі Ель-Мардж омивається водами Середземного моря. Усередині країни межує з такими муніципалітетами: Ель-Джебал Ель-Ахдар (схід), Бенгазі (захід), Ель-Вахат (південь).
Ель-Мардж є частиною історичної області Киренаїки.